# Infantile systemische Hyalinose
Die Infantile systemische Hyalinose ist eine sehr seltene angeborene Form einer Fibromatose mit einer Ablagerung von hyalinem Material in Haut, Skelett- und Herzmuskel, Magen-Darm-Kanal, Lymphknoten, Milz, Schilddrüse und Nebennieren.
Synonyme sind:  Systemische Hyalinose; Fibromatose, hyaline juvenile
Die Erstbeschreibung stammt aus dem Jahre 1962 durch den kroatischen Dermatologen S. Puretić und Mitarbeiter.

## Verbreitung
Die Häufigkeit wird mit unter 1 zu 1.000.000 angegeben, bislang wurde über weniger als zwanzig Betroffene berichtet. Die Vererbung erfolgt autosomal-rezessiv.

## Ursache
Der Erkrankung liegen Mutationen im ANTXR2-Gen auf Chromosom 4 Genort q21.21 zugrunde, welches für den Anthrax Toxin Receptor 2 kodiert, der in der Bildung der Kapillaren beteiligt ist.
Mutationen in diesem Gen liegen auch der Juvenilen hyalinen Fibromatose, einer leichter verlaufenden Form der angeborenen systemischen Hyalinose, zugrunde.
Diese wird teilweise nicht mehr als eigenständige Krankheit, sondern als Variante angesehen.
Beide Krankheitsbilder (Infantile systemische Hyalinose und Juvenile hyaline Fibromatose) können als Inherited Systemic Hyalinosis oder Hyaline Fibromatosis Syndrome zusammengefasst werden.

## Klinische Erscheinungen
Klinische Kriterien sind:
- Manifestation bereits bei Geburt oder im Säuglingsalter
- Eventuell bereits Intrauterine Wachstumsretardierung
- Gelenkschwellungen mit Gelenkkontrakturen
- verdickte, wenig elastische Haut
- vermehrt pigmentierte Knötchen im Gesicht, Nacken und der Kopfhaut
- massive Gingivahyperplasie
- perianale Knötchen
- Häufig Neigung zu Infekten, therapieresistente Diarrhoe aufgrund von Protein-Verlust Enteropathien, Gedeihstörung und Osteopenie

## Diagnose
Die Diagnose ergibt sich aus den klinischen Befunden und kann aufgrund der Ansammlung von hyaliner Substanz im Körpergewebe histologisch durch Gewebeprobe gesichert werden.

## Differentialdiagnose
Abzugrenzen sind:
- Juvenile hyaline Fibromatose (s. o. Ursache)
- MONA-Spektrum
- Urbach-Wiethe-Syndrom
- Morbus Hunter
- Farber-Syndrom
- I-Zellkrankheit
- Pseudo-Hurler-Polydystrophie
- Infantile Myofibromatose[7]
- Stiff-skin-Syndrom[8]
- Infantile kortikale Hyperostose

## Heilungsaussicht
Die Krankheit verschlechtert sich zunehmend, meist versterben Betroffene innerhalb der ersten beiden Lebensjahre aufgrund von Atemwegsinfektionen und Diarrhoe. Im Erwachsenenalter stehen Gelenkkontrakturen im Vordergrund.